# Cydamus borealis
Cydamus borealis är en insektsart som beskrevs av William Lucas Distant 1881. Cydamus borealis ingår i släktet Cydamus och familjen krumhornskinnbaggar. Inga underarter finns listade i Catalogue of Life.